# Skroniów (gromada)
Skroniów – dawna gromada, czyli najmniejsza jednostka podziału terytorialnego Polskiej Rzeczypospolitej Ludowej w latach 1954–1972.
Gromady, z gromadzkimi radami narodowymi (GRN) jako organami władzy najniższego stopnia na wsi, funkcjonowały od reformy reorganizującej administrację wiejską przeprowadzonej jesienią 1954 do momentu ich zniesienia z dniem 1 stycznia 1973, tym samym wypierając organizację gminną w latach 1954–1972.
Gromadę Skroniów z siedzibą GRN w Skroniowie utworzono – jako jedną z 8759 gromad na obszarze Polski – w powiecie jędrzejowskim w woj. kieleckim, na mocy uchwały nr 13b/54 WRN w Kielcach z dnia 29 września 1954. W skład jednostki weszły obszary dotychczasowych gromad Skroniów i Książę Skroniów oraz przysiółek Prząsław Mały z dotychczasowej gromady Prząsław ze zniesionej gminy Prząsław, a także obszar dotychczasowej gromady Łączyn ze zniesionej gminy Raków w tymże powiecie. Dla gromady ustalono 16 członków gromadzkiej rady narodowej.
1 stycznia 1969 gromadę zniesiono, a jej obszar włączono do nowo utworzonej gromady Jędrzejów.